# Рафах (місто)
Рафах (араб. رفح, івр. רפיח — Рафіах, у давнину Рафія) — місто у Секторі Гази (Палестинська національна адміністрація — ПНА) на кордоні з Єгиптом.
Частина міста розташована на території Єгипту. Населення — 91 931 особа (1997). Густота населення приблизно відповідає рівню Берліна.

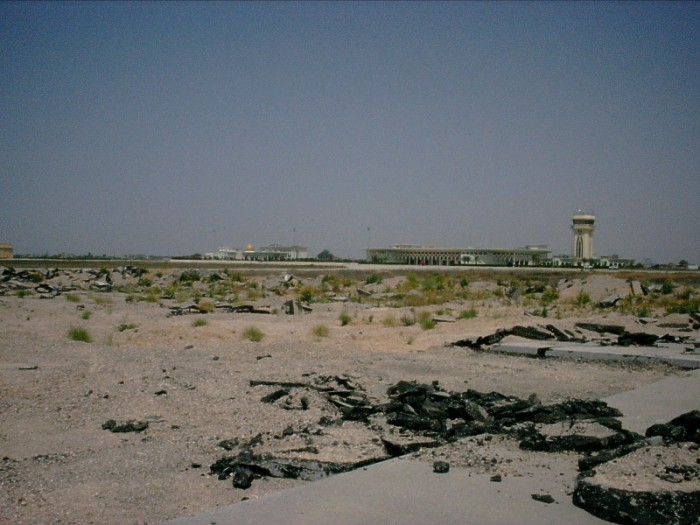
Міжнародний аеропорт ім. Ясіра Арафата (що нині не діє).

На південь від міста розташований єдиний аеропорт ПНА — Міжнародний аеропорт імені Ясіра Арафата (Yasser Arafat International Airport). Побудований спільно Японією, Єгиптом, Саудівською Аравією, Іспанією та Німеччиною 1998 року. Зруйнований Ізраїлем 2001 року після початку «Інтифади Аль-Акси».
Також у південній частині міста розташований прикордонний перехід Єгипет — ПНА. До захоплення влади у секторі Гази ХАМАСом 2007 року перехід контролювався Ізраїлем та Євросоюзом. Паралельний перехід — у Керем-Шалом.

## Географія
Рафах розташований на півночі пустелі Негев на Синайському півострові.

## Історія
Перша письмова згадка — 1303 до н. е. (фараон Сеті I). Під час 4-ї Сирійської війни при Рафії Птолемей IV розбив Антіоха III і захопив Південну Сирію.

### Елліністичний та римський періоди
У 217 р. до н.е. відбулася битва при Рафії між переможцем Птолемеєм IV та Антіохом III. Вважається, що це була одна з найбільших битв, коли-небудь проведених на Леванті, в якій брали участь понад сто тисяч солдатів і сотні слонів.
Місто було завойоване Александром Яннаєм і утримувалося хасмонеями, поки не було відбудоване за часів Помпея і Габінія; останній, імовірно, провів основну роботу з реставрації, оскільки епоха міста датується 57 роком до нашої ери. Рафах згадується у Страбона (16, 2, 31), в «Ітинерарії Антоніна» і зображений на карті Мадаби.

### Сучасний період
На початку травня 2024 року Ізраїль розпочав в місті антитерористичну операцію.